# Neomonoceratina ikoroduensis
Neomonoceratina ikoroduensis is een mosselkreeftjessoort uit de familie van de Schizocytheridae. De wetenschappelijke naam van de soort is voor het eerst geldig gepubliceerd in 1970 door Omatsola.